# Marie Hardiman
Marie Hardiman (Walsall, Inglaterra, 21 de julio de 1975) es un nadadora retirada especializada en pruebas de estilo braza. Fue medalla de bronce en la prueba de 200 metros braza durante el Campeonato Europeo de Natación de 1993.
Representó a Reino Unido en los Juegos Olímpicos de Atlanta 1996.

## Palmarés internacional
| Campeonato Europeo de Natación | Campeonato Europeo de Natación | Campeonato Europeo de Natación | Campeonato Europeo de Natación |
| Año                            | Lugar                          | Medalla                        | Prueba                         |
| ------------------------------ | ------------------------------ | ------------------------------ | ------------------------------ |
| 1993                           | Sheffield ( Reino Unido)       | Medalla de bronce              | 200 m braza                    |